# 木村吉宏
木村 吉宏（きむら よしひろ、1939年- 2021年2月24日）は、日本の指揮者。大阪市音楽団（現、Osaka Shion Wind Orchestra ）の団長を務めた。フィルハーモニック・ウインズ大阪音楽監督、元大阪市音楽団団長、広島ウインドオーケストラ名誉音楽顧問。

## 来歴
大阪音楽大学（クラリネット専攻）卒業。クラリネットを中尾信二郎、大橋幸男、ルドルフ・イエッテルに師事。指揮は朝比奈隆の薫陶を受ける。1962年4月大阪市音楽団入団以来、同楽団コンサートマスター、バイス・コンダクターを経て、1985年4月に第5代団長に就任。その後、2002年まで名誉指揮者を務めた。
1971年にはモーツァルテウム音楽院国際セミナー（ザルツブルク）に参加した。
2021年2月24日死去。

## 人物
団長を兼務する常任指揮者としては日本で数少ない例だったとされる。また多くのオリジナル吹奏楽曲の日本初演をおこなっている。
また、管弦楽作品の吹奏楽編曲を数多く手がけた。

## 受賞・顕彰
- 尼崎市民芸術賞[2]
- 第39回大阪市市民表彰「文化功労部門」[2]